# 全国港湾荷役振興協会
設立経緯
昭和31年８月29日、神戸山口組の田岡一雄、東海荷役の鶴岡政治郎、藤木企業の藤木幸太郎ら港湾の実力者と全国港湾荷役振興協会（全振港）を設立。当時、建設大臣だった河野一郎を顧問に迎えた。設立の趣旨は港湾で働く人々の団結と生活向上。
解散
昭和41年６月18日、東京・芝の全振興本部は理事会で解散を決議した。全振興は崩壊し港には赤旗が立つようになった。